# Global Product Classification
La Global Product Classification (GPC) è un sistema di classificazione merceologica a 4 livelli, manutenuto da GS1, l’organizzazione no-profit che sviluppa e gestisce standard globali per la comunicazione a livello di business.
Questa classificazione nasce con l’obiettivo di permettere a produttori e a distributori di tutto il mondo di raggruppare i prodotti utilizzando un linguaggio comune e condiviso.
Ad oggi, il sistema di classificazione GPC è principalmente utilizzato dalle aziende nello scambio di anagrafiche di prodotto attraverso lo standard GS1 GDSN.

## Struttura GPC
La classificazione GPC raggruppa i prodotti in categorie e si sviluppa su 4 livelli:
- segment (segmenti merceologici)
  - family (famiglie di prodotti)
    - class (classi di prodotti)
      - brick (il livello principale della classificazione)

Ogni livello di classificazione è composto da:
- Un codice identificativo di 8 cifre,
- un nome,
- una descrizione (opzionale).

La descrizione, nel livello brick, è sempre presente ed è solitamente strutturata nel seguente modo:
- caratteristiche generali dei prodotti inclusi,
- prodotti specifici che sono inclusi,
- prodotti o categorie di prodotto che non sono incluse.

Un prodotto appartenente ad uno specifico livello brick, nella GPC, può essere ulteriormente definito grazie alla presenza di attributi (attributes). Gli attributi rappresentano delle caratteristiche del livello brick.
Ogni attributo di un brick è composto da un attribute type (caratteristica) e da più attribute value (valore per quella specifica caratteristica).
L’attribute type e l’attribute value sono composti esattamente come gli altri livelli della classificazione, quindi con un codice identificativo di 8 cifre, un nome ed una descrizione (non sempre presente).
Ad ogni livello brick, per ogni attributo con cui si vuole caratterizzare il prodotto da classificare, può essere associata una coppia di attribute type ed attribute value:
- Brick
  - Attribute type
    - Attribute value

  - Attribute type
    - Attribute value

L’utilizzo di questa ulteriore scomposizione del livello brick è poco diffusa a livello globale.

## Manutenzione della GPC
La GPC è manutenuta a livello globale da gruppi di lavoro, composti da membri di GS1 Global, di GS1 nazionali e di aziende contributrici ed interessate attraverso dei gruppi di lavoro. 
I gruppi di lavoro si attivano a seguito di richieste di mercati specifici, delle stesse aziende o di nuove tecnologie/nuovi prodotti e provvedono ad effettuare una modifica dello standard.
Le modifiche possono essere l’aggiunta, la rimozione o lo spostamento di livelli segment/family/class/brick/attribute type/attribute value. 
La classificazione prevede l’aggiornamento della versione con cadenza semestrale, nello specifico avviene nei mesi di Giugno e Dicembre. 
Ad ogni nuova versione viene anche fornito, oltre al materiale standard, un file di delta rispetto alla versione della classificazione GPC precedente. 

## Traduzioni della GPC
La lingua della versione principale della GPC è l’Inglese, tuttavia alcune delle Member Organization di GS1, come GS1 Italy per l'Italia, provvedono a fornire la classificazione tradotta in lingua locale.

## Consultazione dello standard
La struttura della classificazione è a disposizione, sul sito di GS1, nei 2 formati principali: Excel (.xlsx) ed xml.
È possibile navigare manualmente tra i livelli dello standard GPC, per versione e lingua specifica tra quelle disponibili utilizzando il GPC browser: uno strumento messo a disposizione direttamente dall’associazione sul sito GS1.